# Awanui
Awanui è una piccola cittadina, storicamente associata al suo porto fluviale sul fiume Awanui, situata sull'Isola del Nord della Nuova Zelanda. La località sorge sulle rive del fiume appena prima che questi sfoci nella baia di Rangaunu nel distretto di Far North.
Al censimento del 2013 Awanui contava 339 abitanti, registrando così un incremento di 9 persone dal censimento del 2006.